# Kortrijk Koerse
Kortrijk Koerse is een jaarlijkse wielerwedstrijd in het West-Vlaamse Kortrijk die sinds 1932 georganiseerd wordt. Het criterium vond traditioneel plaats in de Doorniksewijk, maar in 2012 werd een deel van de omloop verplaatst naar het centrum van Kortrijk. Sinds 2015 ligt het volledige parcours in het centrum.

## Lijst van winnaars

### Meervoudige winnaars
| Overwinningen | Renner           | Land   | Jaren                  |
| ------------- | ---------------- | ------ | ---------------------- |
| 4             | Dirk Demol       | België | 1983, 1984, 1994, 1995 |
| 2             | Gilbert Desmet I | België | 1957, 1959             |
| 2             | Freddy Maertens  | België | 1973, 1974             |
| 2             | Walter Dalgal    | Italië | 1986, 1988             |
| 2             | Nico Mattan      | België | 2000, 2007             |
| 2             | Niko Eeckhout    | België | 2001, 2006             |
| 2             | Stijn Devolder   | België | 2005, 2009             |

### Overwinningen per land
| Overwinningen | Land                                        |
| ------------- | ------------------------------------------- |
| 77            | België                                      |
| 2             | Italië, Duitsland                           |
| 1             | Australië, Verenigd Koninkrijk, Zwitserland |